# Literatury indyjskie
Literatury indyjskie – zespół powiązanych literatur istniejących na terenie Indii komponowanych w językach Indii – indoaryjskich, drawidyjskich, mundajskich oraz w językach napływowych perskim i języku angielskim. Literatury pisane w językach wymarłych określa się wspólnie jako literaturę staroindyjską – należą do niej literatura wedyjska (tworzona w języku wedyjskim, wczesnej formie sanskrytu), literatura sanskrycka (komponowana w sanskrycie eposów i sanskrycie klasycznym) oraz literatura dźinijska i buddyjska Indii, pisane w sanskrycie, pali i innych różnych prakrytach. Poszczególne literatury nowoindyjskie wyróżnia się ze względu na kryteria językowe.
Można wyróżnić trzy podstawowe etapy rozwoju literatur tworzonych w językach indoaryjskich – trwający od powstania Rygwedy (ok. 1200 p.n.e.) do ok. 200 p.n.e., okres zwany klasycznym trwający od ok. 200 p.n.e. do ok. X w. i okres rozwoju literatur narodowych w językach nowoindyjskich trwający do dziś. W pierwszym okresie powstały teksty religijne, uznawane za objawione (śruti) – wedy (sanhity), brahmany, aranjaki i upaniszady. W okresie klasycznym rozwijała się obok literatury religijnej także literatura świecka. Najważniejszymi utworami literackimi tego okresu są purany oraz eposy Mahabharata i Ramajana. Powstały wtedy śastry, podstawowe traktaty filozofii indyjskiej (darśana). Mimo że klasyczny sanskryt stał się w tym okresie dominującym językiem kultury indyjskiej, zaczęła powstawać już wtedy także literatura w innych językach Indii, uznawanych często za „niższe”, naturalne czy ludowe – palijski kanon buddyjski (ok. I w. p.n.e.) i literatura w języku tamilskim (od I w. p.n.e.). Kolejne literatury narodowe powstały później, przede wszystkim w związku z rozwojem hinduizmu ludowego i ruchu bhakti – należą do nich m.in. literatura w języku kannada powstała w wieku IX, literatury w językach syngaleskim i bengalskim powstałe w wieku X, literatura w języku telugu powstała w wieku XI, literatury w językach marathi, hindi i malajalam powstałe w wieku XII oraz literatura w języku urdu powstała w wieku XVII.

## Literatura staroindyjska

### Literatura wedyjska

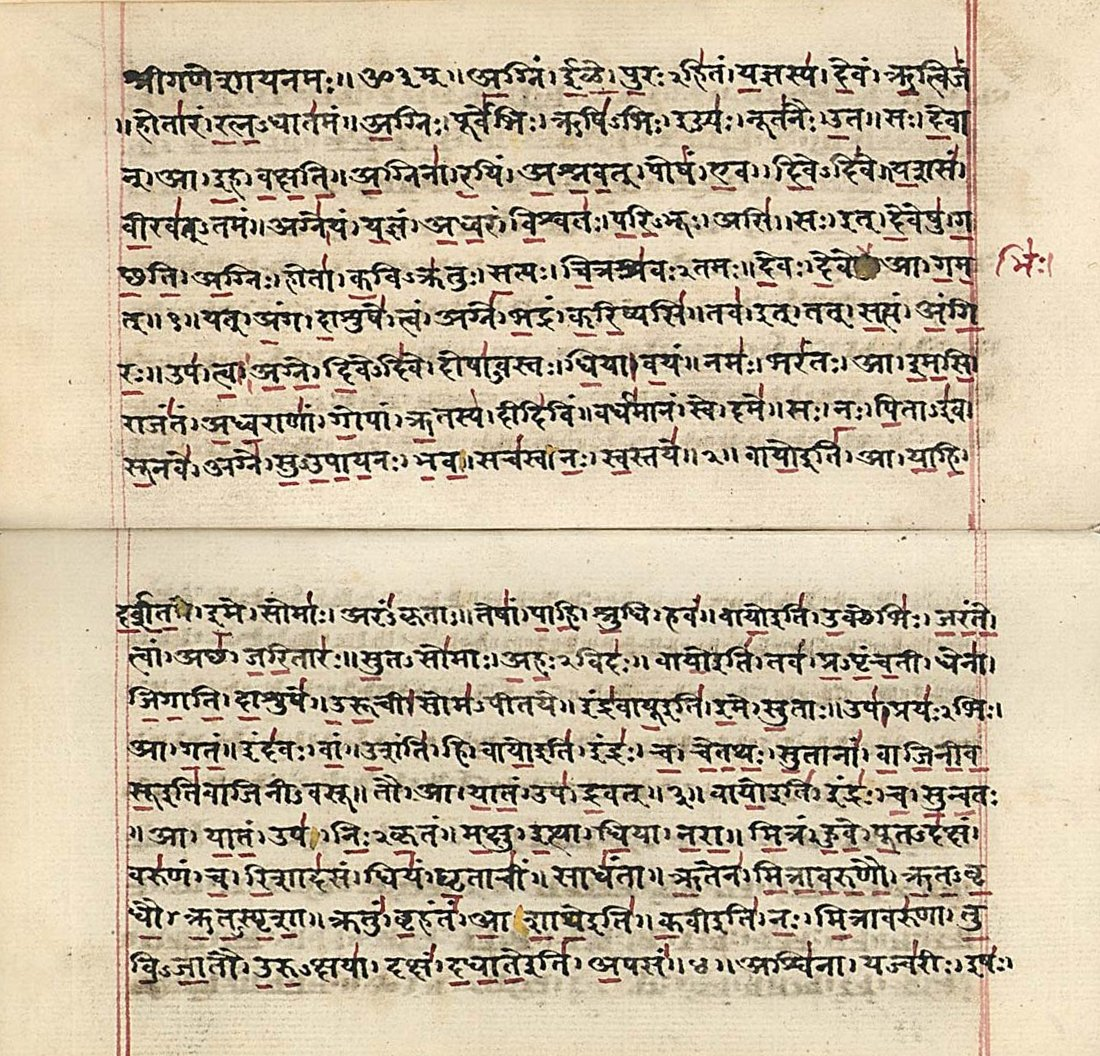
XIX-wieczny manuskrypt Rygwedy

Literatura wedyjska powstawała w języku wedyjskim od połowy II tysiąclecia p.n.e. do II w. p.n.e. Obejmuje teksty objawione (śruti) – cztery Wedy (Rygweda, Jadźurweda, Samaweda i Atharwaweda), brahmany, upaniszady i aranjaki, oraz korpus powiązanych z nimi tekstów nie uznawanych za objawione, ale ściśle z nimi związanych i mających duże znaczenie religijne. Mahabharatę, Ramajanę i purany, przez tradycję indyjską określane jako "zapamiętane" (smryti), wlicza się już przeważnie do klasycznej literatury sanskryckiej, ze względu na odmienności językowe i fabularny charakter. Datowanie tekstów wedyjskich jest bardzo trudne, daty ich powstania mogą się przesuwać nawet o kilka stuleci, ponieważ przez wieki funkcjonowały wyłącznie w przekazie ustnym. Spisano je o wiele później, a najstarsze rękopisy się nie zachowały.  
Wedy początkowo nie były spisane, uczono się ich na pamięć – okoliczność ta ma duże znaczenie dla dalszego rozwoju kultury indyjskiej, jako że zaczęto przez to przywiązywać ogromną wagę do dokładności przekazu tekstu, dzięki czemu w kolejnych wiekach mogła się rozwinąć indyjska gramatyka i logika. Najstarsze teksty, zawarte w Rygwedzie (ऋग्वेद ṛgveda, weda hymnów), to zbiór podzielonych na 10 cykli 1028 hymnów, z których większość to hymny pochwalne na cześć bóstw aryjskich. Rygweda zawiera prócz hymnów pochwalnych na cześć bóstw także hymny o charakterze kosmogonicznym, mity, legendy, zaklęcia, a nawet pierwsze indyjskie utwory literackie o charakterze obyczajowym (Lament gracza). To także teksty filozoficzne. Wiele hymnów Rygwedy ma wysoką wartość literacką. Na język polski ukazały się tłumaczenia wybranych hymnów Rygwedy (Michalski 1971), Galewicz-Marlewicz (1996), Ługowski (2007) oraz najwięcej przekładów autorstwa Jurewicz (2007, 2013, 2015 oraz 2017)
Późniejsze teksty zawierają przede wszystkim formuły magiczne i liturgiczno-ceremonialne, a ich tekst w większości jest zapożyczony z Rygwedy. Jadźurweda (यजुर्वेद yajurveda, weda formuł ofiarnych), zawierająca także w zmienionej formie znaczną część hymnów Rygwedy, występuje w dwóch wersjach, nazywanych „Jadźuwedą białą” (występującą w dwóch nieco różniących się recenzjach) i „Jadźurewdą czarną” (występującą w czterech nieco różniących się recenzjach) – oba teksty grupują treści niezbędne do przeprowadzania rytuału wedyjskiego, przy czym Jadźurweda czarna zawiera dodatkowy komentarz prozaiczny. Samaweda (सामवेद sāmaveda, wiedza muzyczna), także zapożyczająca znaczną część tekstu z Rygwedy, również występuje w kilku recenzjach, zawiera przede wszystkim śpiewy liturgiczne. Atharwaweda (अथर्ववेद atharvaveda, weda zaklęć magicznych), mająca wiele recenzji, z których tylko dwie dochowały się do naszych czasów, zawiera hymny i formuły sakralne oraz zaklęcia ludowe – ma nieco odmienny charakter niż pozostałe sanhity, prawdopodobnie jest nieco późniejsza i przez pewien czas nie była uznawana za część kanonu. Ze względu na ich kompilacyjny charakter wartość literacka młodzych sanhit jest mniejsza niż wartość literacka Rygwedy.
Rozwój pozostałych pism wedyjskich był warunkowany potrzebą dokładnej znajomość rytuału i potrzebą nowej interpretacji świata społeczno-kulturowego. Najstarsze z nich to powstałe między X a VII w. p.n.e. brahmany (ब्राह्मण brāhmaṇa), przypisane konkretnym sanhitom i szczegółowo je komentujące, zawierające prócz szczegółowego opisu przebiegu rytuału i jego znaczenia także rozwinięte w kolejnych epokach elementy fabularne. Ważniejsze to np. Aitarejabrahmana (komentarz do Rygwedy) i Śatapathabrahmana (komentarz do białej Jadźurwedy). Krótko po brahmanach powstały wchodzące w skład brahman lub upaniszadów aranjaki (आरण्यक āraṇyaka, „teksty leśne”), o charakterze magicznym, uznawane za niebezpieczne z powodu magicznej mocy i z tego powodu odmawiane tylko w odosobnieniu w lasach.
Szczególnie duże znaczenie dla rozwoju myśli indyjskiej mają upaniszady (उपनिषद् upaniṣad), powstające między VII a IV w. p.n.e., posiadające kontynuacje pisane aż do wieku XVI. Według tradycji jest 108 upaniszadów, z czego ok. 13 pierwotnych (mukhja). Najstarsze to prawdopodobnie Bryhadadaranjaka i Ćhandogja. Upaniszady powstały jako główny przejaw reformy religii aryjskiej w nurcie potrzeby nowego rozumienia świata i wed – dlatego też nazywane są ich „zamknięciem” (wedanta). Kluczowa teza upaniszadów to jedność atmana i Brahmana (atman Brahman). Upaniszady ukształtowały doktrynę mai (złudy) i mukti (wyzwolenia), podstawy teologii hinduistycznej i hinduskiego sposobu życia. Przedstawiły także obraz życia etycznego, ukierunkowany na kontemplację, nie na działanie. Wartość literacka upaniszadów jest bardzo różnorodna, nawet w obrębie pojedynczego utworu – obok miejsc o wysokiej wartości literackiej występują w nich liczne powtórzenia i miejsca pozbawione urozmaicenia stylistycznego.
Intelektualny i praktycznożyciowy elitaryzm upaniszadów wywołał konieczność powstania tekstów prostszych, bardziej dostępnych dla mas, a jednocześnie odpowiadających na potrzeby organizacji społecznej. Teksty te, dla odróżnienia od objawionych śruti nazywane smryti, to sutry, itihasy (historie) i purany (legendy). Sutry to zwięzłe teksty mające na celu zrozumienie szczegółów rytuału – regulują sposób obchodzenia się z ogniem ofiarnym, obyczaje, prawo i sprawy rodzinne. Istnieje także obszerny korpus tekstów nazywanych wedanga, grupujących wiedzę „teoretyczną”, przeciwstawiany naukom stosowanym (upaweda) do których należały ajurweda (medycyna), dhanurweda (łucznictwo), gandharweda (muzyka) i arthaśastra (rzemiosło, a później polityka). Wedanga składa się z sześciu dziedzin uznawanych za niezbędne do zrozumienia śruti – kalpa, śiksza (fonetyka), wijakarana (gramatyka), nirukta (etymologia), chandas (prozodia) i dźjotisza (astronomia). Teksty Kalpa regulują zasady zachowania w relacji do dharmy – gryhjasutra szczegóły rytuału w odniesieniu do czterech etapów życia, dharmasutra (z których wykształciły się późniejsze kodeksy prawne dharmaśastra) obowiązki władcy i wykaz obowiązków poszczególnych stanów społecznych i grup wiekowych. Istnieją także księgi poświęcone prawu, uznawane często za fundament hinduskiego życia społecznego, a tym samym za najbardziej ostre przejście od braminizmu do hinduizmu – księgi te, zwane dharmaśastra, tradycja przypisuje Manu. Istnieje wiele skrótów, przeróbek i komentarzy do tych tekstów, tekst podstawowy, Manawadharmaśastra powstał między III w. p.n.e. a III w. n.e.

### Literatura dźinijska
Tradycja dźinijska głosi, że nauki Mahawiry były zawarte w 14 „prastarych księgach” (purwa), które uległy później zapomnieniu. Pozostałości tych nauk miał zebrać synod w Pataliputrze w IV w. p.n.e. Ukształtowany później kanon śwetambarów (agama, siddhanta) składa się z 12 tekstów głównych zwanych anga i 34 pobocznych. Digambarowie twierdzą natomiast, że dawny kanon pism zaginął całkowicie i nie uznają kanonu śwetambarów. Posiadają jednak pisma kosmologiczne, filozoficzne, fabularne i rytualne pełniące zastępczą rolę kultową.
Do V w. teksty dźinijskie powstawały jedynie w prakrytach. Najstarsze fragmenty tych pism pochodzą z IV w. p.n.e., kanon śwetambarów ostatecznie ukształtował się w V w. na trzecim synodzie w Wallabhi, dwunasta anga, mająca stanowić streszczenie pism purwa, nie zachowała się jednak do naszych czasów. Pisma obu grup mogą być pisane tak wierszem, jak i prozą. Treść pism kanonicznych i różnych komentarzy do nich stanowią kazania Mahawiry i jego przypowieści, np. przypowieść o trzech kupcach oraz pisma medyczne, hagiograficzne, filozoficzne, reguły mnisze itp. Istnieją także teksty dźinijskie niestanowiące komentarza do kanonu, głównie utwory dydaktyczne, naukowe, poetyckie, filozoficzne i fabularne – zwłaszcza zbiory bajek (stanowiących pierwowzór wielu bajek persko-arabskich).
Ważniejsi pisarze, którzy byli dźinistami, to Wimalasuri (II/III w.), autor adaptacji Ramajany, Rawisena (VII w.), także autor adaptacji Ramajany, oraz autorzy adaptacji Mahabharaty – Dżinasena (VIII w.) i Maladharina (XII/XIII w.). Umaswati (IV/V w.) był autorem Tattvarthasutry, pierwszego znanego traktatu dźinijskiego. Autorem 88 dzieł był Haribhadra (705-775) – jedno z ważniejszych to Szaddarsianasamućciaja, stanowiąca zbiór doksograficzny. Hemaczandra (1089-1172) był autorem eposu Żywoty 63 niezwykłych mężów.

## Literatura nowoindyjska

### Literatura bengalska

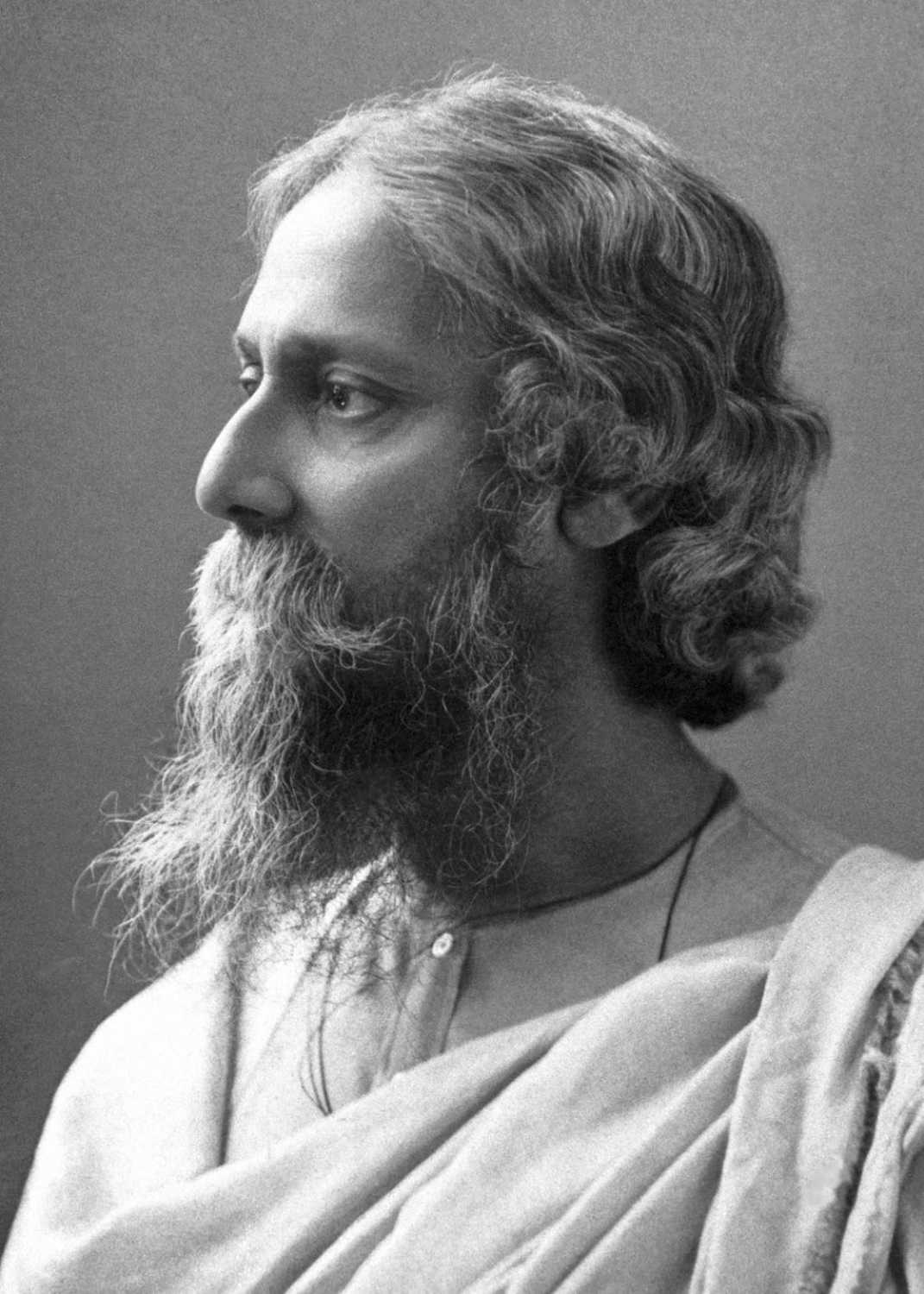
Rabindranath Tagore

Literatura w języku bengalskim (używanym w Bengalu, obecnie podzielonym na indyjski Bengal Zachodni i państwo Bangladesz) rozpoczęła się ok. X w. zbiorem pieśni buddyzmu tantrycznego pouczających o drodze do wyzwolenia zwanych Ćarjapada, stanowiących także początek literatury assamskiej. Średniowieczna literatura bengalska to przede wszystkim zależna od literatury sanskryckiej poezja religijna, propagująca śiwaizm, wisznuizm i śaktyzm – przynależą do niej tłumaczenia i parafrazy klasycznych eposów sanskryckich, jak Ramajana Kryttibasa Odźhy i Mahabharata Kaśirama Dasy oraz liryka wisznuicka związana z bhakti, mówiąca o miłości Kriszny i pasterki Radhy, zwłaszcza zbiory Gowindadasy i Dźniadadasy. Rozwijała się także mangalakawje, poezja narracyjna na cześć innych bóstw, jak bogini wężów Manasa, zwyciężczyni demonów Ciandi czy Annada – reprezentują je m.in. Ciandimangal Mukundaramy Ciakrawatiego, Manasamangal Widźai Gupty i Annadamangal Bharataciandry Rai. Proza bengalska powstała na początku wieku XIX pod wpływem europejskim – pierwszym prozaikiem bengalskim był Raja Rammohan Roy (1772-1833). W Bengalu, wcześnie zajętym przez Anglików, szybko łączą się elementy literatur Indii i Zachodu – proces ten ma miejsce m.in. w poezji Madhusudana Datty (1824-1873) i prozie Bankimczandara Czatterji (1838-1894). Przełomem w rozwoju literatury bengalskiej była szeroko znana także na Zachodzie wielopolowa działalność pisarska Rabindranatha Tagore (1861-1941). Tagore pozostawił po sobie wielu naśladowców i kontynuatorów, do których należy np. Sarat Czandra Czatterja (1876-1938). Duże znaczenie ma też jeden z największych muzułmańskich pisarzy języka bengali, uznawany za narodowego poetę Bangladeszu Kari Nazlum Islam (1899-1976). Wśród współczesnych pisarzy bengalskich należy wymienić też Tarashankara Banerję (1898-1971), Bibhutibhuszana Banerję (1899-1950) i Manika Banerję (1908-1956).

### Literatura tamilska
Literatura w języku tamilskim, uprawiana głównie w indyjskim stanie Tamil Nadu i na Cejlonie jest najstarszą literaturą indyjską uprawianą w żywym do dziś języku, powstałą w I w. p.n.e. Jej najstarszym zabytkiem jest Tolhappijam [Gramatyka]. Największe dzieła literatury tamilskiej powstawały w dwóch okresach – okresie literatury sangam, kiedy rozwijały się aham (klasyczna literatura erotyczna) i puram (klasyczna literatura bohaterska), oraz w okresie rozwoju ruchu bhakti, kiedy powstawała przede wszystkim literatura religijna. Utwory pierwszego okresu zawarte są w dwóch obszernych zbiorach stanowiących Pathinenmaelkanakku, kolekcję obejmującą 2381 utworów poetyckich – Pattuppattu (dziesięć sielanek) i Euttutohaj (osiemnaście antologii). W drugim okresie powstał natomiast Tirukkural autorstwa Tiruvalluvara, najbardziej znany utwór literatury tamilskiej, stanowiący poemat o etyce i trzech celach życia. Innym ważnym dziełem drugiego okresu jest Silappadiharam, epopeja narodowa Tamilów. Ważnym utworem jest też Kambaramajanam, tamilska parafraza Ramajany. Najbardziej znanym poetą wieku XX jest Paradijar (w Indiach znany szeroko jako Subramanja Bharathi, 1882-1921).

### Literatura w języku malajalam
Literatura w języku malajalam (literatura keralska) stanowi jedną z czterech największych literatur w językach drawidyjskich. Powstała po wyodrębnieniu się języka malajalam z języka tamilskiego, uprawiana jest przede wszystkim w stanie Kerala. Pierwsze zabytki literackie pochodzą prawdopodobnie z wieku XII lub XIII – jest to dzieło Ramaciaritam Śri Ramana. Przez następne wieki powstawała obfita literatura w stylu maniprawala (malajalamsko-sanskryckim), która osiągnęła szczyt rozwoju w wieku XV i XVI, kiedy powstały Krisznapattu i Adhjatma-Ramajana eposy zwanego „ojcem literatury keralskiej” Elutaććhana. Wśród pisarzy współczesnych jednym z bardziej znanych jest Wallatol (Wallatol Narajana Menon, 1878-1958).

### Literatura w języku marathi
Początki literatury w języku marathi, żywym głównie w stanie Maharashtra, sięgają XI wieku, kiedy powstały w tym języku poematy religijno-filozoficzne tantryzmu, przede wszystkim buddyjskiego. Od wieku XII rozwijała się poezja wisznuicka, zwłaszcza związana z bhaktyzmem – reprezentują ją poematy oparte na Bhagawatapuranie i działalność tzw. poetów-pielgrzymów. Wybitnymi pisarzami języka Marathi wieku XIII byli Dźńaneśwar (1275-1296), autor niewielkich liryków poświęconych Krisznie i poematów filozoficznych inspirowanych Bhagawadgitą, oraz pochodzący z niskiej kasty Namdew, kaznodzieja i autor hymnów mistycznych. W kolejnych wiekach wyróżnili się Eknath (XVI w.), który przetłumaczył z sanskrytu na marathi Ramajanę i XI księgę Bhagawatapurany, oraz Tukaram (XVII w.), ostatni wielki popularyzator bhakti, autor hymnów religijnych do dziś bardzo popularnych na wsi Maharashtry. W wieku XVI i XVII w języku marathi pisali misjonarze katoliccy, powstał m.in. przekład Biblii na ten język. W wiekach XVII i XVIII powstawały przede wszystkim rozmaite pieśni miłosne i ballady heroiczne, w wieku XVIII poezja kunsztowna odwołująca się do klasycznych eposów i Bhagawatapurany. W wieku XIX Bombaj był jednym z najważniejszych ośrodków kulturalnych Indii, wraz z panowaniem brytyjskim powstała prasa, publicystyka, nowoczesna oświata w języku marathi, rozwijała się też działalność przekładowa. W drugiej połowie XIX w. i pierwszej XX w. w literaturze w języku marathi występowały nurty romantyczne i realistyczne, w prozie największe znaczenie miała tematyka obyczajowa i historyczna, w poezji tematyka patriotyczna. Po odzyskaniu niepodległości przez Indie nurty obyczajowe i patriotyczne są kontynuowane, rozwija się także dramaturgia i satyra polityczna.

### Literatura assamska

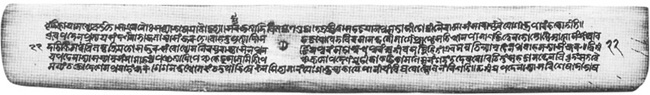
Fragment Ćarjapady

Ze względu na podobieństwo języka assamskiego, używanego głównie w stanie Asam, do języka bengalskiego na wczesnym etapie ich rozwoju, początki literatury assamskiej i bengalskiej pokrywają się. Najstarszym zabytkiem obu literatur jest przynależący do buddyzmu tantrycznego cykl pieśni mistycznych Ćarjapada, datowany na X-XII w. W wieku XIV i XV powstawały przekłady i parafrazy literatury sanskryckiej, z których najpopularniejsza była Ramajana Madhawy Kandali i narracyjna poezja chóralna o przeznaczeniu scenicznym (odźapali) ku czci bogini Manasy. Wieki XV-XVII były w literaturze assamskiej okresem literatury popularyzującej wisznuizm, zwłaszcza bhaktyzm – należą do niej bardzo liczne adaptacja Bhagawatapurany, utwory sceniczne (ankija nat) i pieśni o charakterze religijnym (bargita). Głównymi twórcami literatury assamskiej tego okresu byli Śankaradewa (1449-1568), także sławiony w literaturze, oraz Madhawadewa (1489-1596), jego uczeń. Powstawało też wiele biografii świętych (ćaritaputhi). Szczególną cechą literatury assamskiej jest obecność w niej rzadkich w Indiach relacji historycznych, kronik dworskich (burańdźi) pisanych prozą w XVII i XVIII w. na dworze Asamu i przyległych krajów. Od połowy XIX wieku jak we wszystkich literaturach zachodnich obecne są w literaturze assamskiej wpływy literatury angielskiej, razem z którą pojawiły się w niej powieść, opowiadanie i dramat. We współczesnej literaturze assamskiej silne są także wpływy literatury sąsiedniego Bengalu. Prekursorami współczesnej literatur assamskiej byli Hemacandra Barua (1835-1896) i Lakszminath Bezbarua (1868-1938). Pierwsza połowa wieku XX to w literaturze assamskiej okres rozwoju powieści historycznej i poezji mistycznej o typie romantycznym, w drugiej połowie powstaje literatura antyromantyczna, symboliczna i eksperymentalna. Żywa jest także tematyka społeczna i regionalna.

### Literatura w języku orija
Literatura w języku orija (zwanym też odri lub utkali) powstawała na terenach współczesnego stanu Orisa, zwanym dawniej Kalingą lub Utkalą. Ma charakter literatury ludowej, silne są w niej wpływy plemion zamieszkujących dżunglę indyjską zwanych Adiwasami, nie powiązanych z kulturą aryjską ani w ogóle sanskrycką, zaznacza się w niej także kult lokalnego bóstwa Dżagana. Najstarszym zabytkiem literackim języka orija jest pochodzący z XIII w., poemat prozą Rudrasudhanidhi [Bogactwo nektaru Rudry] autorstwa Awandhuty Narajany. Początkowy okres rozwoju literatury w języku orija, trwający do XVII w., przyniósł głównie przeróbki tekstów religijnych w innych językach Indii, przede wszystkim sanskryckich – przeróbki puran, ok. 5 wersji Mahabharaty, z których największą popularność uzyskała wersja Sarali Dasy z wieku XV, kilkadziesiąt wersji Ramajany, z których największą popularność uzyskała wersja Balaramy Dasy z wieku XVI oraz pochodząca z wieku XVI Bhagawata autorstwa Dżagannathy Dasy. Od wieku XVII rozwijała się w literaturze w języku orija poezja kunsztowna tworzona przez wisznuitów – m.in. czciciela Ramy Upendrę Bhańdżiego, twórcę kilkudziesięciu utworów poetyckich, poematów erotycznych, hymnów na cześć bogów i utworów opartych na puranach oraz Dinakrysznę Dasę, czciciela Kryszny, autora poematu o życiu Kryszny Rasakallola [Wzburzony smak oceanów]. Wśród pisarzy XIX-wiecznych należy wymienić Fakirmohana Senapatiego, Madhusudanę Rao i dramaturga Radhakantę Raya. Wiek XX przynosi rozwój prozy, szczególnie poświęconej lokalnym sprawom Orisy i gloryfikującej jej przeszłość – rozwój prozy jest zasługą działającej w latach 20. grupy literackiej zwanej „szkołą Satjawadi”, kierowanej przez Gopabandhu Dasę. W latach 40. rozwija się kierunek literacki zwany „Sabudźa Sahitja” („literatura zielona”) której głównym reprezentantem był Annada Sankara Raja. Pozostawała on pod silnym wpływem literatury bengalskiej, jego nazwa pochodzi od bengalskiego czasopisma literackiego wydawango przez Pramathę Chaudhuriego, a „zieleń” ma tu oznaczać buntowniczość młodości. Kierunek ten wprowadził do poezji w języku orija nowe rodzaje rymu i metrum.

### Literatura w języku urdu
Aby zrozumieć fenomen literatury urdu, należy wyjaśnić wyjątkową sytuację językową pokrewieństwa urdu i hindi. Język urdu jest genetycznie tożsamy z językiem hindi, ponieważ rozwinął się z tej samej podstawy gramatycznej, czyli z dialektu Delhi i okolic, znanego pod nazwą khariboli. Język ten kształtował się w okresie konsolidacji władzy muzułmańskiej na północy Indii (pierwotnie głównie na obszarze między Lahore a Delhi), mniej więcej od ok. XIII w.. Z tego względu zawiera wiele zapożyczeń arabsko-perskich (przy czym zapożyczenia te są przeważnie zapośredniczone przez perski). W Indiach do dziś jest używany przez muzułmańską ludność Indii. Różnice między urdu i hindi bywają rozmaicie ujmowane, jako że oba języki stanowią odrębne języki literackie i można je ująć jako dwa różne standardy języka hindustani. Do podziału Indii Brytyjskich w 1947 r., gdy utworzono dwa państwa: Indii oraz Pakistanu, historia literatury urdu jest wspólna z tą literatury hindi. W obu literaturach tworzyli pisarze hinduscy i muzułmańscy. Różnice między literaturą hindi i literaturą w języku urdu mają podłoże nie tylko językowe, ale przede wszystkim kulturowe. Do rozwoju tak literatury urdu, jak i wyodrębnienia się samego języka przyczynił się zwłaszcza Amir Chosrou, który pisał i po persku i w hindustani, często łącząc formy z obu języków. W literaturze urdu dominują formy poetyckie. Główne gatunki literackie literatury urdu pochodzą z tradycji arabsko-perskiej, w poezji są to przede wszystkim gazele i nazmy, w prozie afsany. Do najbardziej znanych poetów, tworzących w urdu należą: Mir, Ghalib, Dard, Daag, Momin, Wali, Jigar Moradabadi i Muhammad Iqbal, a po podziale Indii Josh, Firaq Gorakhpuri, Sardar Jafri, Makhdoom, Akhtar ul Iman, Kaifi Azmi, Faiz, Nasir Kazmi, Sahir, Tabish Dehlvi, Safi Lakhnavi, Jon Elia, Parveen Shakir, Ghulam Muhammad Qasir, Ahmad Nadeem Qasmi, Munir Niazi, Ahmed Faraz, Murtaza Birlas, Majeed Amjad i Mustafa Zaidi.

### Literatura indoperska

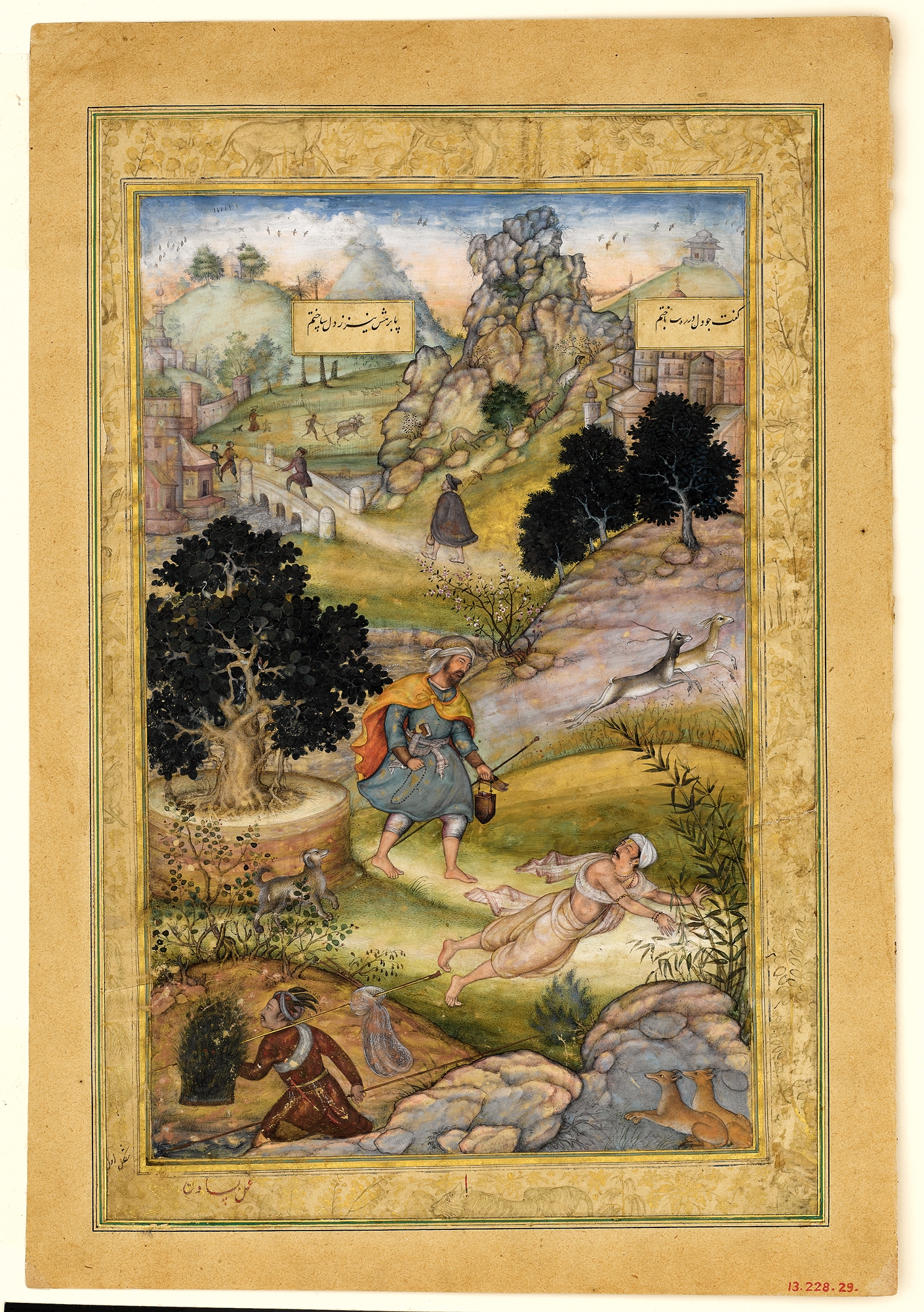
Muzułmański pielgrzym pobiera lekcję pobożności od bramina, który płynie ku swojemu bóstwu, miniatura Basawana z rękopisu Chamse Amira Chosrou sporządzonego pod patronatem Akbara (1556-1605) w latach 1597-1598. Metropolitan Museum of Art

Literatura perska napisana w Indiach do XIX wieku jest obszerniejsza niż ta napisana w Iranie. Od samego początku muzułmańskich najazdów na Indie perski, jako język ghaznawidzkiego dworu, stopniowo stawał się najbardziej prestiżowym językiem coraz większego regionu z indyjskimi poddanymi rządzonymi przez tureckich władców. Po ustanowieniu Sułtanatu Delhijskiego bogactwo jego dworu przyciągało wielu poetów i uczonych z Iranu i Azji Środkowej. W rezultacie przez około osiem stuleci perski reprezentował najsilniejszy czynnik jedności i spójności muzułmanów w Indiach, a być może nawet całej elity subkontynentu.
Do najwybitniejszych indoperskich poetów okresu sułtanatu należą Amir Chosrou (1253-1325) i Hasan Dehlawi (zm. 1328), których nowatorstwo objawiło się szczególnie w formie gazelu. Historycy literatury z początku XX w., na przykład Ramćandra Śukla, uznawali Amira Khusrou za jednego z pierwszych poetów języka hindi, ponieważ tworzył też utwory w języku perskim przeplatane lokalnym językiem indyjskim (hindawi). O ile wywarł on istotny wpływ na perską literaturę XIV i XV wieku, gdyż komponował przede wszystkim w tym języku, współcześnie nie zalicza się Khusrou do najwcześniejszych poetów literatury indoperskiej z uwagi na to, że najstarsze rękopisy z utworami autorstwa Khusrou pochodzą dopiero z XVII w. Największy rozkwit piśmiennictwo w języku perskim przeżyło za panowania Wielkich Mogołów. Na dworze Akbara (1556–1605) perska aktywność literacka była bez wątpienia bardziej ożywiona i wszechstronna niż w safawidzkim Iranie. Władca patronował przekładom z sanskrytu na język perski i w ten sposób przetłumaczono m.in. Mahabharatę (pers. Razmname) oraz Ramajanę. W szczytowym okresie panowania Mogołów ich dwór przyciągał ogromną liczbę perskich poetów, w tym tych najsłynniejszych, takich jak Orfi (zm. 1590/91) czy Saʿeb (zm. 1676). W tym poetyckim środowisku powstał wspomniany już styl indyjski, charakteryzujący się sztucznością i kunsztownością formy kosztem uczucia. Dominował on nie tylko w ówczesnych Indiach, ale również w Iranie. Najwybitniejsi indyjscy twórcy tego okresu to Fajzi (zm. 1595/96), uważający się za kontynuatora mniej wyszukanego stylu Hasana Dehlawiego, oraz Bedil, najważniejszy przedstawiciel stylu indyjskiego. Ze względu na ogromny wpływ jaki twórczość tego ostatniego wywarła na późniejszą literaturę Indii i Azji Środkowej mówi się o bedilizmie, jednak pisma Bedila w Iranie przeszły bez echa.
Wraz z upadkiem władzy Wielkich Mogołów w XVIII wieku zakończył się okres emigracji perskich poetów do Indii, chociaż przez pewien czas byli oni jeszcze obecni na dworach różnych regionalnych władców. Wraz z przybyciem Brytyjczyków i rosnącą potrzebą rodzimej odpowiedzi na kulturę europejską indoperska poezja stopniowa traciła swoją rolę, którą przejmowała literatura urdu. W 1835 perski przestał być urzędowym językiem Indii, tracąc swoją pozycję na rzecz angielskiego. Ostatni wielcy indoperscy poeci, tacy jak Mirza Ghalib (zm. 1869) i Muhammad Iqbal (zm. 1938), tworzyli jednocześnie w języku urdu. Według czeskiego iranisty Jana Marka „trudno byłoby wskazać w dziejach światowego piśmiennictwa na inny przykład podobnego przejęcia języka i znaleźć kraj, w którym obca mowa odgrywałaby tak zasadniczą rolę, jak to miało miejsce w Indiach w wypadku języka perskiego”.